# Marie Knutsen
Marie Knutsen (Trondheim, 31 de agosto de 1982) é uma ex-futebolista norueguesa que atuava como meia.

## Carreira
Marie Knutsen integrou o elenco da Seleção Norueguesa de Futebol Feminino, nas Olimpíadas de 2008. 